# Friaucourt
Friaucourt là một xã ở tỉnh Somme, vùng Hauts-de-France, Pháp.

## Địa lý
Thị trấn này tọa lạc a mile and a half from the coast, 16 dặm Anh về phía tây của Abbeville trên giao lộ giữa đường D19 và đường D63.

## Dân số
| 1962                                                         | 1968 | 1975 | 1982 | 1990 | 1999 |
| ------------------------------------------------------------ | ---- | ---- | ---- | ---- | ---- |
| 601                                                          | 605  | 696  | 761  | 708  | 669  |
| Số liệu điều tra dân số từ năm 1962, dân số không tính trùng |      |      |      |      |      |